# محمد بن كثير الصنعاني
محمد بن كثير الصنعاني
هو محمد بن كثير بن أبي عطاء الثقفي المصيصي مولاهم، أبو أيوب الصنعاني، ويقال أبو يوسف، سكن المصيصة يقال: هو من صنعاء دمشق.
روى عن: الأوزاعي، معمر بن راشد، حماد بن سلمة، أبي إسحاق الفزاري، زائدة، الثوري، ابن عيينة، ابن شوذب وجماعة.
روى عنه: أحمد بن إبراهيم الدورقي، الحسن بن الصباح البزار، وأبو عبيد القاسم بن سلام، عبد الله بن عبد الرحمن الدارمي، إبراهيم بن يعقوب الجوزجاني، إسحاق بن منصور الكوسج، محمد بن يحيى الذهلي، إبراهيم بن الهيثم البلدي وغيرهم.
قالوا عنه:
قال محمد بن إبراهيم الكتاني الأصبهاني: سألت أبا حاتم عن محمد بن كثير المصيصي فقال: كان رجلاً صالحاً يسكن المصيصة، وأصله من صنعاء اليمن، في حديثه بعض الإنكار.
قال البخاري: ضعّفه أحمد، وقال بُعث إلى اليمن فأتى بكتاب فرواه.
قال الآجري عن ابن داود: لم يكن يفهم الحديث.
قال صالح جزرة: صدوق كثير الخطأ.
من أوهامه أنه روى عن الثوري عن إسماعيل عن قيس عن جرير: «أتينا رسول الله ونحن أربعمائة, فقلنا: أطعمنا, فقال لعمر قم فأطعمهم...» الحديث.
وإنما رمواه الثوري بهذا الإسناد عن دكين بن سعد بدل جرير وكذا حدّث به الثقات عن الثوري.
مات في ذي الحجة سنة ست عشرة ومائتين.
المصدر: نهاية الاغتباط بمن رمي من الرواة بالاختلاط